# Порт-де-П'єрр-Доре
Порт-де-П'єрр-Доре (фр. Porte des Pierres Dorées) — муніципалітет у Франції, у регіоні Овернь-Рона-Альпи, департамент Рона. Порт-де-П'єрр-Доре утворено 1 січня 2017 року шляхом злиття муніципалітетів Льєрг i Пуї-ле-Моньяль. Адміністративним центром муніципалітету є Пуї-ле-Моньяль. Населення — 3975 осіб (01.01.2021).

## Історія
1 січня 2019 року до Порт-де-П'єрр-Доре приєднано муніципалітет Жарніу.